# 軍用飛機空難列表
本列表是按照事故發生年份來對軍用飛機事故進行分類。

## 1940年代
- 1945年
  - 7月28日-一架B25米切爾型轟炸機發生空難，撞向帝國大廈，3傷14死。

## 1970年代
- 1978年
  - 5月某個週三，當天下午共有4批飛行訓練，編號8012觀測機（De Havilland U-6A，加拿大製造，命名為「海狸」），由觀測中隊的副隊長劉傳集少校與陳高才上尉進行儀器訓練，下午在苗栗南庄向天湖附近撞山，造成劉不幸殉職，陳骨折重傷送醫。

## 1980年代
- 1981年
  - 2月7日-一架圖-104客機在列寧格勒（現聖彼得堡）附近的普希金軍用機場起飛。不知為何，客機僅滑行幾百米的距離就匆匆起飛。但客機剛上升到50米高度時便遭遇了強大的氣流，該氣流使客機失去控制，一頭栽向機場跑道，隨後發生爆炸，機上52人全數罹難。遇難者中包括蘇聯太平洋艦隊司令在內的16名海軍將領、1名陸軍將領以及15名上校軍官。
- 1983年
  - 6月6日-一架金門戰地政務委員會（戰地政務時期金門最高決策機關）的班機 - 空軍C119飛機，在起飛不久後，即墜入料羅灣，機上四十七人，三十三人死亡，五人失踪，只有九人生還。（詳見料羅灣空難）

## 1990年代
- 1990年
  - 8月21日，空軍總司令部副參謀長林隆獻將軍奉命率隊，一行十五人到嘉義，實施空軍『建安四號』跑道工程會勘任務，搭乘松山基地指揮部BH-1900「機號1905號」由正駕駛饒丞虎中校，副駕駛端木偉所駕駛，上午七時十分自松山機場起飛，七點五十八分於雲林縣東勢鄉程海村上空，因遇惡劣天氣失事墜毁，機上人員連同機組人員共計十八人全部罹難。
- 1996年
  - 12月17日-一架安-12軍用飛機在俄西北部普斯科夫市附近的機場墜毀，17人遇難，其中1人是列寧格勒軍區指揮官。 （页面存档备份，存于）
- 1997年
  - 12月6日-一架裝載2架蘇霍伊戰鬥機的安-124飛機在西伯利亞伊爾庫茨克郊區的一個居民區墜毀，48人死亡。 （页面存档备份，存于）

## 2000年代
- 2000年
  - 10月25日-俄羅斯一架伊爾-18軍用飛機在喬治亞山脈墜毀，82人遇難。 （页面存档备份，存于）
- 2002年
  - 8月19日-俄羅斯一架米格-26軍用直升機在車臣地區墜毀，導致機上114名士兵死亡。事故是由飛機右發動機被攜帶型地空導彈擊中造成的，車臣叛軍宣佈對此負責。 （页面存档备份，存于）
- 2006年
  - 5月7日-委內瑞拉國民警衛隊司令員羅哈斯將軍當天宣布，一架軍用飛機5日墜毀，飛機上的5人中有4人遇難，1人受傷。 （页面存档备份，存于）
  - 6月3日-安徽广德6·3空难
- 2009年
  - 6月11日-一架軍用飛機此前一天在“阿魯納恰爾邦”墜毀，機上14人全部死亡。據悉，這是一架負責供給的軍用飛機，當時機上載有食物、醫藥以及其他生活必須品，準備送往駐守在邊境的部隊。 （页面存档备份，存于）
  - 11月5日-聯合國毒品與犯罪署(英語：United Nations Office on Drugs and Crime,UNODC)官員日前透露，本月5日，一架約載有10噸可卡因的波音飛機在由南美向非洲運毒品的過程中，在馬利墜毀。這是首次發現毒犯用大型波音飛機販毒。 （页面存档备份，存于）
  - 11月18日-印度自行研發的中空長航時無人機“魯斯圖姆Ⅰ號”（英語：Rustom）在16日進行的首度試飛中墜毀。 （页面存档备份，存于）
  - 11月23日-在義大利中部城市比薩，軍方人員在飛機失事現場展開調查。當日，一架義大利軍用C-130J運輸機在比薩墜毀，機上5人全部遇難。 （页面存档备份，存于）

## 2010年代
- 2010年
  - 6月23日-俄羅斯最新一代直昇機卡-60在莫斯科近郊發生墜毀事故。事後查明，該直昇機是在拍攝宣傳片時發生事故。幸運的是直昇機上的飛行員並沒有遇難，他們被同樣在該試飛場進行試飛的米-8直昇機送往醫院治療。[1]
  - 7月5日-新華網布加勒斯特7月5日電 羅馬尼亞一架軍用飛機5日傍晚在東部康斯坦察縣境內墜毀，目前已造成10人死亡，3人重傷。[2]
- 2011年
  - 7月26日-摩洛哥一架軍用飛機在南部圭爾敏Guelmim附近撞山墜毀，機上80人全部喪生。失事墜毀的是一架大力神C-130軍用運輸機。軍方表示，這起空難是天氣狀況不佳造成。[3]
- 2013年
  - 12月12日-據大陸浙江在線報導，一架軍用飛機當地時間今晚7時10分左右在浙江安吉縣報福鎮墜毀爆炸，飛行員已跳傘逃生，目前暫無人員傷亡，當地公安、消防部門正趕往現場處理中。[4]
- 2014年
  - 4月25日-台灣桃園，一架阿帕契AH-64E直升機，疑似因玻璃起霧意外墜落，撞毀3棟民宅，沒有民眾受傷，2名飛行員受到輕傷。[5]
  - 7月7日-越南一架軍用直升機在首都河內附近訓練時墜毀。當地官員表示，有16名機上人員死亡，另外5人受傷。[6]
  - 7月25日-印度一架軍用直升機「北極星」在印度北方邦境內墜毀，機上7人全部死亡，包括2名飛行員和5名空軍官兵。[7]
  - 11月15日-中国一架军用飞机在成都市郫县三道堰镇青杠树村坠毁，飞行员已提前跳伞逃生。坠落的飞机正好冲进一楼盘售楼部。据现场医生的统计，在这场事故中至少有3人严重烧伤，总受伤人数超过7人。[8]
- 2016年
  - 12月25日俄羅斯國防部一架圖-154客機從索契起飛後與控制塔失去聯繫並從雷達上消失，其後在距離索契約1.5公里的黑海海域發現飛機殘骸。該機上載有記者、軍人和軍方樂團亞歷山德羅夫紅旗歌舞團，準備前往敘利亞為當地參戰的俄軍進行新年表演，加上機組成員共約92人。[9][10][11]
- 2017年
  - 6月15日-马来西亚战机“鹰式108”在当日被皇家空军证实已经坠毁，机上两名飞行员遇难。空军搜救队伍在下午2时30分左右，在登嘉楼甘马挽朱盖森林內距离关丹空军基地约53公里处，寻获这两名飞行员的遗体。据透露，两名飞行员均身着降落伞。遇难飞行员遗体相距不到20米，但迄今尚未发现飞机残骸，因此搜索工作将会继续进行。[12]
- 2019年
  - 3月12日-中国海军航空兵一架战机在海南省乐东黎族自治县坠毁，飞行员任永涛、粘金鑫遇难。
  - 12月9日-智利空军一架C-130运输机于南美洲和南极洲之间的德雷克海峡坠毁,机上无人生还。

## 2020年代
- 2020年
  - 1月2日-一架隸屬中華民國空軍救護隊的UH-60M黑鷹直升機在由臺北市松山區空軍松山基地飛往宜蘭縣蘇澳鎮東澳嶺雷達站途中，失事墜毀於新北市烏來區烘爐地山桶後溪溪谷。
  - 3月30日-中國人民解放軍駐香港部隊一架直升機在香港新界大欖郊野公園一帶執行飛行訓練任務時失事。
  - 7月16日- 台灣新竹空軍基地，下午發生直升機OH-58D墜毀憾事，機上兩位駕駛不幸殉職， 分別是正駕駛少校教官簡任專，副駕駛上尉高嘉隆，蔡英文總統在接獲國防部長嚴德發報告後表示，這是國軍的損失，已指示國防部，全力協助殉職弟兄的家屬。[13]
  - 9月25日-一架安-26军用飞机在乌克兰东部哈尔科夫附近坠毁，当时机上共有28人，已确认至少25人丧生，2人重伤，目前仍在搜寻其他可能的幸存者。除机组人员外，机上还有乌克兰哈尔科夫空军学校的学员。
  - 10月29日- 一架隸屬於中華民國空軍第七聯隊的F-5E戰機，在台東執行訓練任務時墜海，機師跳傘後送院證實不治。 墜毀的F-5E戰機編號為「5261」，於7時29分從台東志航基地起飛，但不到兩分鐘就報告出現故障，並墜落在基地北面海域一海里處，其間機師朱冠甍跳傘。空勤總隊緊急派出直升機搜救，於8時17分在海上尋獲朱冠甍，8時49分朱冠甍被送往台東馬偕醫院搶救，至9時27分宣告不治。院方稱，朱冠甍被救起時呈現心肺功能停止狀態，送院途中實施過2次電擊，但仍回天乏術。[14]
  - 11月17日- 台灣空軍一架F-16戰機，晚6時05分從花蓮基地起飛，6時07分，雷達光點消失在花蓮機場東北方外海9海裏海域，研判墜海失蹤。[15]
- 2021年
  - 2月18日-台灣台東志航基地一架由中科院研發的「騰雲」大型無人機,在下午6時33分因控制系統異常而緊急迫降在台東森林公園,機身嚴重損毀,同時引起火勢,所幸無人傷亡。據了解該機為原型機,專門提供執行各項專案任務的測試機及人員訓練用途，本事件不影響大型無人機研發計畫。[16]
  - 3月22日-台灣空軍兩架F-5E戰機,從台東志航基地起飛後,約在下午3時20分發生擦撞並消失在雷達中,兩架飛機的駕駛員殉職[17]。
  - 7月4日-菲律賓空軍一架載有92人的軍隊 C-130飛機在該國南部著陸時墜毀並在火焰中解體，52人死亡其中包含3位平民。
- 2022年
  - 1月11日 中華民國空軍一架F16v墜毀，飛官陳奕不幸殉职。
  - 3月1日 解放軍一架運-8反潛機1日在南海失事，7名飛行員不幸罹難。遇難飛行員7人分別是徐文、鄭福浩、周興玉、黃高明、張帝、邱明典和彭博。[18][19]
  - 6月8日 第三海军陆战队航空兵联队的一架MV-22B在加州坠毁格拉米斯坠毁，机上5人全部死亡。[20][21][22][23]
  - 6月9日 解放軍空軍一架殲-7戰鬥機於湖北省襄陽市機場附近墜入民宅中，造成一般群眾一死二傷，機內飛行員因及時跳傘逃生平安。[24]
  - 10月17日 俄罗斯空军一架苏恺-34于诺达尔边疆区叶伊斯克执行飞行训练任务时坠入当地一处居民区，造成居民15人死亡26人受伤，两名飞行员成功弹射。